# Gran Premi d'Espanya del 2018
El Gran Premi d'Espanya del 2018 va ser la cinquena carrera de la temporada 2018 de Fórmula 1. Va tenir lloc de l'11 al 13 de maig en el Circuit de Barcelona-Catalunya, a Montmeló.

## Entrenaments lliures

### Primers lliures
Resultats
| Pos.                     | Nº | Pilot             | Equip/Motor               | Temps Q1    | Temps Q2 | Temps Q3 | Posició final |
| ------------------------ | -- | ----------------- | ------------------------- | ----------- | -------- | -------- | ------------- |
| 1                        | 44 | Lewis Hamilton    | Mercedes                  | 1:17.633    | 1:17.166 | 1:16.173 | 1             |
| 2                        | 77 | Valtteri Bottas   | Mercedes                  | 1:17.674    | 1:17.111 | 1:16.213 | 2             |
| 3                        | 5  | Sebastian Vettel  | Ferrari                   | 1:17.031    | 1:16.802 | 1:16.305 | 3             |
| 4                        | 7  | Kimi Räikkönen    | Ferrari                   | 1:17.483    | 1:17.071 | 1:16.612 | 4             |
| 5                        | 33 | Max Verstappen    | Red Bull Racing-TAG Heuer | 1:17.411    | 1:17.266 | 1:16.816 | 5             |
| 6                        | 3  | Daniel Ricciardo  | Red Bull Racing-TAG Heuer | 1:17.623    | 1:17.638 | 1:16.818 | 6             |
| 7                        | 20 | Kevin Magnussen   | Haas-Ferrari              | 1:18.169    | 1:17.618 | 1:17.676 | 7             |
| 8                        | 14 | Fernando Alonso   | McLaren-Renault           | 1:18.276    | 1:18.100 | 1:17.721 | 8             |
| 9                        | 55 | Carlos Sainz Jr.  | Renault                   | 1:18.480    | 1:17.803 | 1:17.790 | 9             |
| 10                       | 8  | Romain Grosjean   | Haas-Ferrari              | 1:18.305    | 1:17.699 | 1:17.835 | 10            |
| 11                       | 2  | Stoffel Vandoorne | McLaren-Renault           | 1:18.885    | 1:18.323 |          | 11            |
| 12                       | 10 | Pierre Gasly      | Scuderia Toro Rosso-Honda | 1:18.550    | 1:18.463 |          | 12            |
| 13                       | 31 | Esteban Ocon      | Force India-Mercedes      | 1:18.813    | 1:18.696 |          | 13            |
| 14                       | 16 | Charles Leclerc   | Sauber-Ferrari            | 1:18.661    | 1:18.910 |          | 14            |
| 15                       | 11 | Sergio Pérez      | Force India-Mercedes      | 1:18.740    | 1:19.098 |          | 15            |
| 16                       | 27 | Nico Hülkenberg   | Renault                   | 1:18.923    |          |          | 16            |
| 17                       | 9  | Marcus Ericsson   | Sauber-Ferrari            | 1:19.493    |          |          | 17            |
| 18                       | 35 | Sergey Sirotkin   | Williams-Mercedes         | 1:19.695    |          |          | 191           |
| 19                       | 18 | Lance Stroll      | Williams-Mercedes         | 1:20.225    |          |          | 18            |
| Regla del 107%: 1:22.423 |    |                   |                           |             |          |          |               |
| —                        | 28 | Brendon Hartley   | Scuderia Toro Rosso-Honda | Sense temps |          |          | 202           |
| Font:                    |    |                   |                           |             |          |          |               |

Notes
- ^1  – Sergey Sirotkin va rebre una penalització de 3 posicions a la graella de sortida per provocar una col·lisió al gran premi anterior Azerbaijan'18.[3]

- ^2  – Brendon Hartley no va fer un temps dins la regla del 107% però va ser qualificat per la cursa per l'opinió dels comissaris de cursa. Va rebre una penalització de 5 llocs a la graella per substituir la caixa de canvis.

## Carrera
Resultats
| Pos.  | Nº | Pilot             | Equip-motor               | Voltes | Temps/Retirat   | Graella | Punts |
| ----- | -- | ----------------- | ------------------------- | ------ | --------------- | ------- | ----- |
| 1     | 44 | Lewis Hamilton    | Mercedes                  | 66     | 1:35:29.972     | 1       | 25    |
| 2     | 77 | Valtteri Bottas   | Mercedes                  | 66     | +20.593 s.      | 2       | 18    |
| 3     | 33 | Max Verstappen    | Red Bull Racing-TAG Heuer | 66     | +26.873 s.      | 5       | 15    |
| 4     | 5  | Sebastian Vettel  | Ferrari                   | 66     | +27.584 s.      | 3       | 12    |
| 5     | 3  | Daniel Ricciardo  | Red Bull Racing-TAG Heuer | 66     | +50.058 s.      | 6       | 10    |
| 6     | 20 | Kevin Magnussen   | Haas-Ferrari              | 65     | +1 Volta        | 7       | 8     |
| 7     | 55 | Carlos Sainz Jr.  | Renault                   | 65     | +1 Volta        | 9       | 6     |
| 8     | 14 | Fernando Alonso   | McLaren-Renault           | 65     | +1 Volta        | 8       | 4     |
| 9     | 11 | Sergio Pérez      | Force India-Mercedes      | 64     | +2 Voltes       | 15      | 2     |
| 10    | 16 | Charles Leclerc   | Sauber-Ferrari            | 64     | +2 Voltes       | 14      | 1     |
| 11    | 18 | Lance Stroll      | Williams-Mercedes         | 64     | +2 Voltes       | 18      |       |
| 12    | 28 | Brendon Hartley   | Scuderia Toro Rosso-Honda | 64     | +2 Voltes       | 20      |       |
| 13    | 9  | Marcus Ericsson   | Sauber-Ferrari            | 64     | +2 Voltes       | 17      |       |
| 14    | 35 | Sergey Sirotkin   | Williams-Mercedes         | 63     | +3 Voltes       | 19      |       |
| Ret   | 2  | Stoffel Vandoorne | McLaren-Renault           | 45     | Caixa de canvis | 11      |       |
| Ret   | 31 | Esteban Ocon      | Force India-Mercedes      | 38     | Pèrdua d'oli    | 13      |       |
| Ret   | 7  | Kimi Räikkönen    | Ferrari                   | 25     | Turbo           | 4       |       |
| Ret   | 8  | Romain Grosjean   | Haas-Ferrari              | 0      | Col·lisió       | 10      |       |
| Ret   | 10 | Pierre Gasly      | Scuderia Toro Rosso-Honda | 0      | Col·lisió       | 12      |       |
| Ret   | 27 | Nico Hülkenberg   | Renault                   | 0      | Col·lisió       | 16      |       |
| Font: |    |                   |                           |        |                 |         |       |